# Картсопели
Картсопели (груз. კართსოფელი; осет. Хъаратыхъæу, Каратикау) — селение на левом берегу реки Терек в Трусовском ущелье. Находится в Казбегском муниципалитете Грузии.

## История
Прежде в селении Каратикау насчитывалось 30 дворов. По данным Илико Булацева (1884 г. рождения), селение населяли Уртаевы, Калуевы и Кумаллаговы из Даргавса, Булацевы из Цимити.

## Святилища
Как и в других местах, здесь имеется несколько святилищ, например, в честь Уастырджи и Мады Майрам. Главным культовым сооружением аула, а также для осетин из других селений Осетии, является Таранджелоз. Культ его был настолько популярен, что упоминание о нем есть в нартовском эпосе. Таранджелос расположен на краю горы и хорошо виден на большом расстоянии как с берегов Терека, так и Суатиси.
К северу от Каратикау расположен Уастырджийы дзуар. Это старое, разрушенное, в плане — прямоугольное святилище; стены высотой не более полутора метров. Вершины трех стен находятся на уровне земли, то есть дзуар фактически размещен в искусственной яме. В 15 метрах к северо-западу от данного святилища на обломке скалы неправильной формы сооружен так называемый «новый» дзуар высотой около метра. Сложен из небольших плоских камней. На вершине стоит каменный крест высотой 45 сантиметров и шириной 25. На северо-западной стороне скалы в 55 сантиметрах от основания вмонтирована плита с надписью: «Каменн(ый) крест поставл(ен) во славу Победоносцу Св(ятому) Георгию. 1889 г. Анев Уртаев».
На южной стороне аула внутри каменной ограды высотой 170 сантиметров был обследован Сыхы дзуар.

## Архитектура
Вообще в Хъаратыкау много разнообразных каменных построек. Возведение многих из них связывается с Уртаевыми, считавшимися искусными строителями. Уртаты машиг, возведенная ориентировочно в XVII—XVIII веках, контролировала северную окраину селения. Высота одной из сохранившихся стен равна 13 м.
К югу в 25 метрах от Уртаты машиг — сильно разрушенная «безымянная» башня, сложенная из скальных обломков невероятно больших размеров. Техника кладки специалистами определяется как «циклопическая» и связывается с аланами. Вероятно, к моменту появления здесь выходцев из равнинной Осетии прежнее аланское население либо ушло, либо вымерло, оставив в память о себе эту башню. Новые жители использовали «безымянную» башню как святилище Мады Майрам. К «безымянной» башне примыкает комплекс Булацевых из ганаха и хозяйственных построек. Более крупный комплекс Булацевых сохранился в центре селения.
Помимо перечисленных архитектурных памятников, в Каратикау были обследованы башни Уртаевых и Кумаллаговых.